# Боровське шосе (станція метро)
55°38′52″ пн. ш. 37°22′13″ сх. д. / 55.647672° пн. ш. 37.370186° сх. д.
Боровське шосе (рос. Боровское шоссе) — станція Солнцевської лінії Московського метрополітену.  Відкрита 30 серпня 2018 року в складі дільниці Раменки — Рассказовка.

## Конструкція
Колонна двопрогінна станція мілкого закладення (глибина закладення — 20 м) з острівною платформою.

## Колійний розвиток
Станція без колійного розвитку.

## Оздоблення
Станція виконана в яскравих деконструктивних формах, з низкою помаранчевих колон по центру платформи. Акцент зроблений на грі різних геометрій поверхонь в облицюванні сталевими листами.

## Розташування та вестибюлі
Станція розташована на межі районів Новопередєлкіно та Солнцево Західного Адміністративного округу Москви, під рогом Боровського шосе та його дублера з Прирічною вулицею.
Має два підземних вестибюля з виходами в підвуличні пішохідні переходи під Прирічною вулицею, до 7-го мікрорайону Солнцево і на непарну сторону Боровського шосе.